# Łunin (jezioro)
Łunin (Unin) – jezioro w Polsce, położone w województwie kujawsko-pomorskim, w powiecie inowrocławskim, w gminie Kruszwica, niedaleko wsi Gocanowo. Wchodzi w skład Parku Krajobrazowego Nadgoplański Park Tysiąclecia.

## Charakterystyka
Według regionalizacji fizycznogeograficznej Polski jezioro znajduje się na Pojezierzu Żnińsko-Mogileńskim.
Zbiornik o równym, mulistym dnie. Miejsce to jest dobrym siedliskiem dla ptaków, a także objęte ścisłym rezerwatem. Jezioro to połączone jest z Gopłem poprzez niewielki kanał. Uważane jest za jedno z najbardziej niedostępnych miejsc na Kujawach. 